# Ancistrus temminckii
Ancistrus temminckii — вид риб родини лорикарієвих (Loricariidae). Поширений у Південній Америці: басейни річок Сарамакка, Суринам і Мароні. Прісноводна демерсальна риба, що сягає довжини 9,8 см.